# 人民大学駅
座標: 北緯39度57分56.21秒 東経116度18分54.55秒 / 北緯39.9656139度 東経116.3151528度
人民大学駅（じんみんだいがくえき）は北京市海淀区に位置する北京地下鉄4号線の駅である。

## 駅構造
相対式ホーム2面2線を有する地下駅。

## 駅周辺
- 中国人民大学

## 歴史
- 2009年9月28日 - 4号線が開業。
- 2024年12月15日 - 12号線が開業。

## 隣の駅
北京地下鉄
■4号線
魏公村駅 - 人民大学駅 - 海淀黄荘駅
■12号線
蘇州橋駅 - 人民大学駅 - 大鐘寺駅